# نيو بريتن
نيو بريتن (بالإنجليزية: New Britain, Connecticut)‏ هي مدينة تقع في Hartford بولاية كونيتيكت في الولايات المتحدة. تأسست عام 1850، تبلغ مساحتها 34.7 (كم²)، وترتفع عن سطح البحر 51 م، بلغ عدد سكانها 73206 نسمة في عام 2010 حسب إحصاء مكتب تعداد الولايات المتحدة وتصل الكثافة السكانية فيها 2069 نسمة/كم2.

## التركيبة السكانية
حدّد مكتب تعداد الولايات المتحدة بيانات التركيبة السكانية لنيو بريتن في تعداد الولايات المتحدة. في ما يلي، التركيبة السكانية حسب تعدادي 2000 و2010.

### تعداد عام 2000
بلغ عدد سكان نيو بريتن 71,538 نسمة بحسب تعداد عام 2000، وبلغ عدد الأسر 28,558 أسرة وعدد العائلات 16,942 عائلة مقيمة في المدينة. في حين سجلت الكثافة السكانية 2,056.9 نسمة لكل كيلومتر مربع (5,327.3/ميل2). وبلغ عدد الوحدات السكنية 31,164 وحدة بمتوسط كثافة قدره 896 لكل كيلومتر مربع (2,320.6/ميل2).
وتوزع التركيب العرقي للمدينة بنسبة 69.38% من البيض و10.89% من الأمريكيين الأفارقة و0.37% من الأمريكيين الأصليين و2.36% من الأمريكيين ذوي الأصول الآسيوية و0.06% من سكان جزر المحيط الهادئ و13.12% من الأعراق الأخرى و3.81% من عرقين مختلطين أو أكثر و26.75% من الهسبانيون أو اللاتينيون من أي عرق.
بلغ عدد الأسر 28,558 أسرة كانت نسبة 31.3% منها لديها أطفال تحت سن الثامنة عشر تعيش معهم، وبلغت نسبة الأزواج القاطنين مع بعضهم البعض 36.6% من أصل المجموع الكلي للأسر، ونسبة 17.7% من الأسر كان لديها معيلات من الإناث دون وجود شريك،  بينما كانت نسبة 5% من الأسر لديها معيلون من الذكور دون وجود شريكة وكانت نسبة 40.7% من غير العائلات. تألفت نسبة 33.1% من أصل جميع الأسر من عدة أفراد يعيشون في نفس المنزل ونسبة 12.7% كانت تتألف من شخص يعيش بمفرده يبلغ من العمر 65 عاماً أو أكثر. وبلغ متوسط حجم الأسرة المعيشية 2.40، أما متوسط حجم العائلات فبلغ 3.08.
بلغ العمر الوسطي للسكان 33.9 عاماً. وكانت نسبة 24% من القاطنين تحت سن الثامنة عشر، وكانت نسبة 10.3% بين الثامنة عشر والرابعة والعشرين عاماً، ونسبة 28.6% كانت واقعةً في الفئة العمرية ما بين الخامسة والعشرين والرابعة والأربعين عاماً، ونسبة 18.3% كانت ما بين الخامسة والأربعين والرابعة والستين، ونسبة 14.5% كانت ضمن فئة الخامسة والستين عاماً فما فوق. يوجد لكل 100 أنثى 92.4 ذكر، ويوجد لكل 100 أنثى في الثامنة عشر من عمرها فما فوق 89.1 ذكر.
بلغ متوسط دخل الأسرة في المدينة 34,185 دولارًا، أما متوسط دخل العائلة فبلغ 41,056 دولارًا. وكان متوسط دخل الذكور 34,848 دولارًا مقابل 26,873 دولارًا للإناث. وسجل دخل الفرد الخاص بالمدينة 18,404 دولارًا. وكانت نسبة 13.3% من العائلات ونسبة 16.4% من السكان تحت خط الفقر، وكان من هؤلاء نسبة 25.3% تحت سن الثامنة عشر ونسبة 8.9% في الخامسة والستين من العمر وما فوق.

### تعداد عام 2010
بلغ عدد سكان نيو بريتن 73,206 نسمة بحسب تعداد عام 2010، وبلغ عدد الأسر 28,158 أسرة وعدد العائلات 16,873 عائلة مقيمة في المدينة. في حين سجلت الكثافة السكانية 2,104.8 نسمة لكل كيلومتر مربع (5,451.4/ميل2). وبلغ عدد الوحدات السكنية 31,226 وحدة بمتوسط كثافة قدره 897.8 لكل كيلومتر مربع (2,325.3/ميل2).
وتوزع التركيب العرقي للمدينة بنسبة 63.63% من البيض و13.01% من الأمريكيين الأفارقة و0.37% من الأمريكيين الأصليين و2.36% من الأمريكيين ذوي الأصول الآسيوية و0.04% من سكان جزر المحيط الهادئ و16.36% من الأعراق الأخرى و4.23% من عرقين مختلطين أو أكثر و36.79% من الهسبانيون أو اللاتينيون من أي عرق.
بلغ عدد الأسر 28,158 أسرة كانت نسبة 31.9% منها لديها أطفال تحت سن الثامنة عشر تعيش معهم، وبلغت نسبة الأزواج القاطنين مع بعضهم البعض 33.1% من أصل المجموع الكلي للأسر، ونسبة 20.7% من الأسر كان لديها معيلات من الإناث دون وجود شريك،  بينما كانت نسبة 6.2% من الأسر لديها معيلون من الذكور دون وجود شريكة وكانت نسبة 40.1% من غير العائلات. تألفت نسبة 31% من أصل جميع الأسر من عدة أفراد يعيشون في نفس المنزل ونسبة 10.8% كانت تتألف من شخص يعيش بمفرده يبلغ من العمر 65 عاماً أو أكثر. وبلغ متوسط حجم الأسرة المعيشية 2.49، أما متوسط حجم العائلات فبلغ 3.13.
بلغ العمر الوسطي للسكان 32.6 عاماً. وكانت نسبة 23.3% من القاطنين تحت سن الثامنة عشر، وكانت نسبة 14.3% بين الثامنة عشر والرابعة والعشرين عاماً، ونسبة 27.5% كانت واقعةً في الفئة العمرية ما بين الخامسة والعشرين والرابعة والأربعين عاماً، ونسبة 22.9% كانت ما بين الخامسة والأربعين والرابعة والستين، ونسبة 11.9% كانت ضمن فئة الخامسة والستين عاماً فما فوق. وتوزع التركيب الجنسي للسكان بنسبة 48.5% ذكور و51.5% إناث.

## توأمة
لنيو بريتن اتفاقيات توأمة مع كل من:
- راستات
- أتسوغي
- Gmina Pułtusk [الإنجليزية]‏
- يانيتسا
- سولارينو
- بريولو غارغالو

## أعلام
- بول مانافورت
- جون أولسن
- آنا إيشو
- تيدي ويلسون
- توم ثيبودو
- فيلفيت سكاي
- كونستانس كارير
- إيثان ألين اندروز
- إليهو بريت
- إدوارد كامينز

## وصلات خارجية
- http://www.newbritainct.gov/